# Cymindis akserai
Cymindis akserai es una especie de coleóptero de la familia Carabidae.

## Distribución geográfica
Habita en Afganistán.